# Tony Ward
Anthony Borden "Tony" Ward (10 de junho de 1963), é um modelo, ator, pintor e fotógrafo norte-americano. Grande parte de sua fama é devido ao seu envolvimento em vídeos e fotografias com a cantora Madonna. 

## Carreira
Tony Ward é o segundo de três filhos de Robert Borden Wark e Karen Elizabeth Castro. Ward passou a maior parte de sua infância em San Jose.
Ele foi descoberto por um escuteiro enquanto frequentava o West Valley College em Saratoga, Califórnia, e começou a modelagem aos dezoito anos.
Ward alcançou a fama internacional com campanhas da Calvin Klein, e mais tarde posou para Karl Lagerfeld, Steven Klein, Steven Meisel e Terry Richardson.
Em 1996, Ward teve seu primeiro papel de protagonista no filme Hustler White, dirigido por Bruce LaBruce e Rick Castro.

## Filmografia
| Ano  | Título                      | Diretor                          | Notas                                                 |
| 1987 | King Without a Crown        | Vaughan Arnell e Anthea Benton   |                                                       |
| 1988 | I Get Weak                  | Diane Keaton                     |                                                       |
| 1989 | Cherish                     | Herb Ritts                       |                                                       |
| 1989 | With Every Beat of My Heart | David Kellogg                    |                                                       |
| 1990 | Justify My Love             | Jean Baptiste Mondino            |                                                       |
| 1990 | I'll Be Your Everything     | Greg Masuak                      |                                                       |
| 1992 | Erotica                     | Fabien Baron                     |                                                       |
| 1995 | Misogyny                    | Bruce LaBruce                    |                                                       |
| 1996 | Fastlove                    | Vaughan Arnell e Anthea Benton   |                                                       |
| 1996 | Say You'll Be There         | Vaughan Arnell                   |                                                       |
| 1996 | Hustler White               | Bruce LaBruce e Rick Castro      | Protagonista                                          |
| 1998 | Sex Life in L.A.            | Jochen Hick                      |                                                       |
| 1999 | Out in Fifty                | Bojesse Christopher e Scott Leet |                                                       |
| 1999 | That Girl                   | Patrick Hoelck                   |                                                       |
| 2000 | Jealous                     | Mike Lipscombe                   |                                                       |
| 2002 | All about the Benjamins     | Kevin Bray                       |                                                       |
| 2005 | Idiot                       | Patrick Hoelck                   |                                                       |
| 2007 | Story of Jen                | François Rotger                  | Protagonista                                          |
| 2010 | L.A. Zombie                 |                                  |                                                       |
| 2010 | Out Getting Ribs            |                                  | [ 8 ] [ 9 ] [ 10 ] [ 11 ] [ 12 ] [ 13 ] [ 14 ] [ 15 ] |